# Joaquín Soria Terrazas
Joaquín Soria Terrazas fue un director deportivo mexicano. Soria Terrazas fue presidente del sector amateur de la Federación Mexicana de Fútbol. Por nueve años, fue vicepresidente de la Concacaf, de la mano de su primer presidente Ramón Coll Jaumet. A la dimisión de éste, fue designado presidente de la CONCACAF de 1970 a 1990, hasta la llegada del trinitario Austin Warner.
Fue miembro del Comité Organizador de la Copa Mundial de Fútbol desde 1969 hasta 1989 y de las Olimpiadas desde 1964 hasta 1990. Soria Terrazas fue Presidente del Comité Organizador de la Copa Mundial de Fútbol de 1970 y de la Copa Mundial de Fútbol de 1986, así como de los Juegos Olímpicos de 1968 y de la Copa Mundial de Fútbol Juvenil de 1983 Así como socio del Equipo Cañeros del Zacatepec. Sus hijo Joaquín Soria Navas es director general de la Tercera División de México y Ex-Directivo del Tampico FC. Falleció de diabetes el 29 de octubre de 1990. Es miembro del Salón de la Fama de la Concacaf desde 1992. 
| Predecesor: Ramón Coll Jaumet | Presidente de la Concacaf 1969 a 1989 | Sucesor: Austin Warner |

- Datos: Q6206540